# Rue des Aduatiques
La rue des Aduatiques (en néerlandais: Aduatiekersstraat) est une rue bruxelloise de la commune d'Etterbeek qui va de l'avenue de Tervueren au boulevard Saint-Michel en passant par la rue des Bataves, la rue des Taxandres, l'avenue de l'Armée et la rue des Atrébates.
La numérotation des habitations va de 7 à 121 pour le côté impair et de 10 à 108 pour le côté pair.
Plusieurs rues du quartier nord d'Etterbeek portent le nom d'un peuple gaulois (rue des Aduatiques, rue des Atrébates, rue des Bataves, avenue des Celtes, rue des Francs, avenue des Gaulois, rue des Ménapiens, rue des Morins, rue des Nerviens, rue des Sicambres, rue des Taxandres, rue des Tongres, rue des Trévires).